# Ctenacanthus
Genre
Espèces de rang inférieur
- †Ctenacanthus amblyxiphias Cope, 1891
- †Ctenacanthus buttersi St. John & Worthen, 1883
- †Ctenacanthus chemungensis Claypole, 1885
- †Ctenacanthus cliftonensis Branson & Mehl, 1938
- †Ctenacanthus concinnus Newberry, 1875
- †Ctenacanthus costellatus Traquair, 1884
- †Ctenacanthus elegans Tuomey, 1858
- †Ctenacanthus furcicarinatus Newberry, 1875
- †Ctenacanthus major Agassiz, 1843, (espèce type)
- †Ctenacanthus maranhensis Santos, 1946
- †Ctenacanthus nodocostatus Hussakof & Bryant, 1918
- †Ctenacanthus terrelli Newberry, 1889
- †Ctenacanthus tumidus Newberry, 1889

Ctenacanthus est un genre éteint de requins préhistoriques de la famille des Ctenacanthidae et de l'ordre des Ctenacanthiformes. Les différents espèces se retrouvent dans des terrains allant du Dévonien au Permien, avec une répartition mondiale.
L'espèce type est C. major.
L'espèce Ctenacanthus elegans Tuomey, 1858 a été trouvée dans le comté de Lauderdale dans l'Alabama, aux États-Unis, dans une strate du Carbonifère.
Le nom Ctenacanthus brevis Agassiz (1837) est devenu un synonyme d'Avonacanthus Maisey 2010

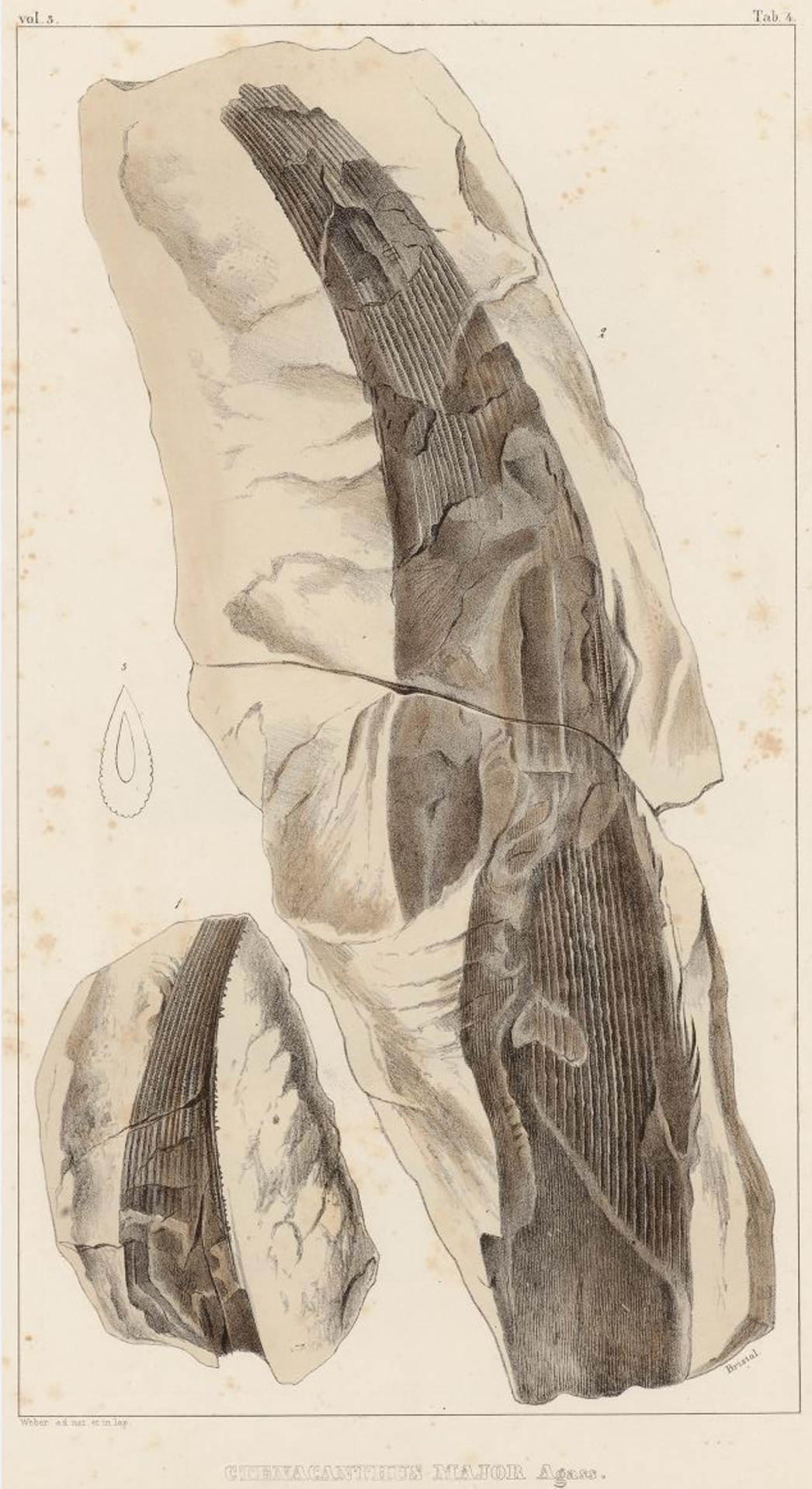
Ctenacanthus major - illustration dans Recherches Sur Les Poissons Fossiles. de L. Agassiz, paru en 1837.